# Меролесы
Меролесы (лат. Meroles) — род пресмыкающихся из семейства настоящих ящериц.

## Описание
Общая длина представителей этого рода достигает 15 см. Цвет кожи спины имеет серые, жёлтые, золотистые и коричневатые цвета. Брюхо светлое. Туловище или сжатое или укороченное. Хвост довольно короткий.

## Образ жизни
Населяют песчаные места, нередко можно встретить среди дюн. Часто скрываются в норах песчаных грызунов. Питаются насекомыми и их личинками.

## Размножение
Это яйцекладущие пресмыкающиеся. Откладывают до 5 яиц. За сезон бывает несколько кладок.

## Распространение
Обитают в южной и юго-западной Африке.

## Классификация
На сентябрь 2020 года в род включают 8 видов:
- Meroles anchietae (Bocage, 1867)
- Meroles ctenodactylus (Smith, 1838)
- Meroles cuneirostris (Strauch, 1867) — Клиноголовый меролес
- Meroles knoxii (Milne-Edwards, 1829) — Меролес Кнокса
- Meroles micropholidotus Mertens, 1938 — Малочешуйный меролес
- Meroles reticulatus (Bocage, 1867) — Сетчатый меролес
- Meroles squamulosus (Peters, 1854) — Мозамбикская шероховатая ящерица
- Meroles suborbitalis (Peters, 1869)

## Галерея

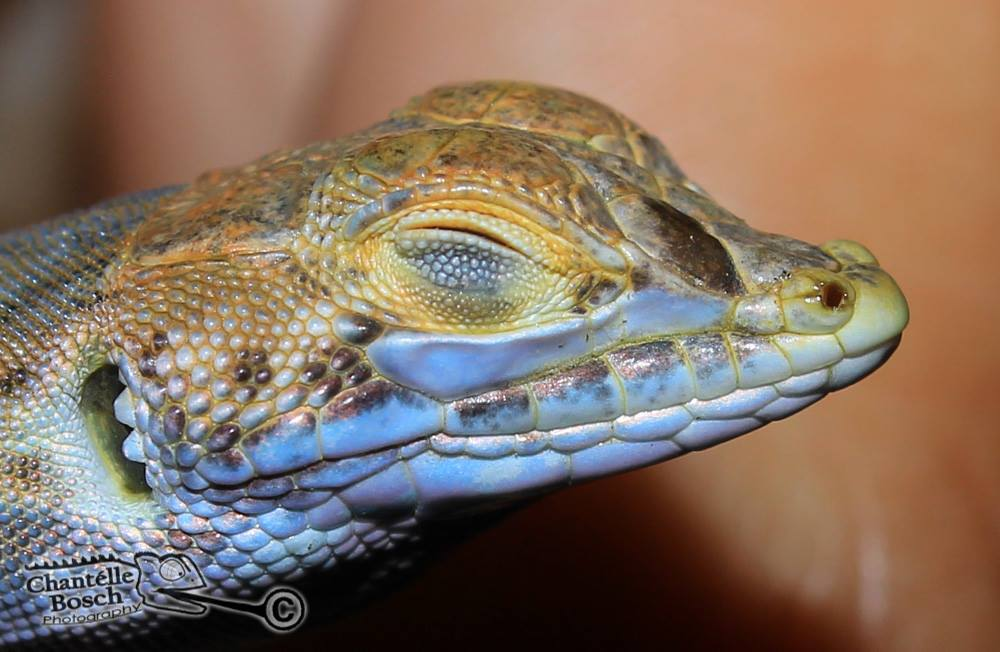
Meroles suborbitalis
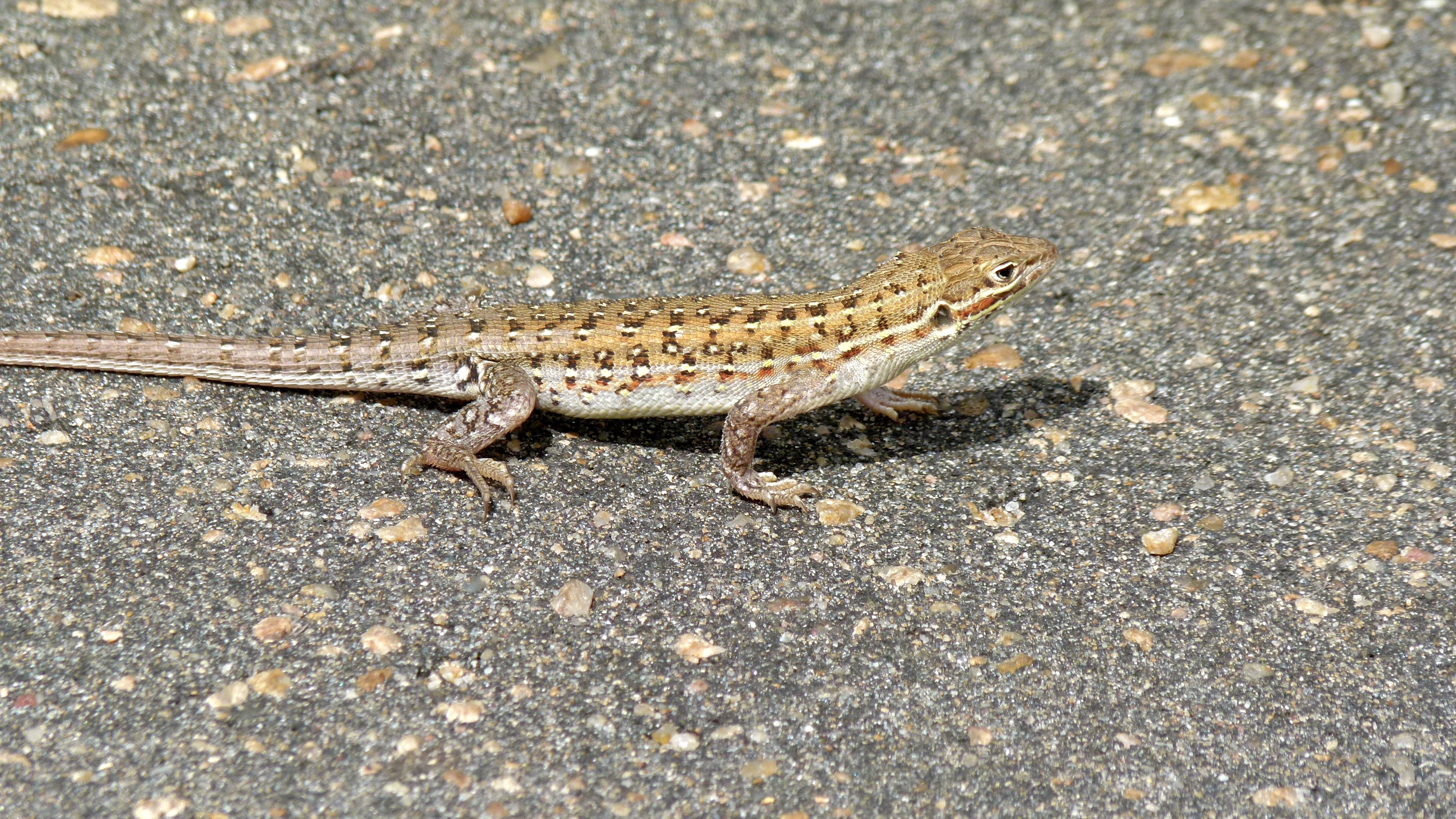
Мозамбикская шероховатая ящерица
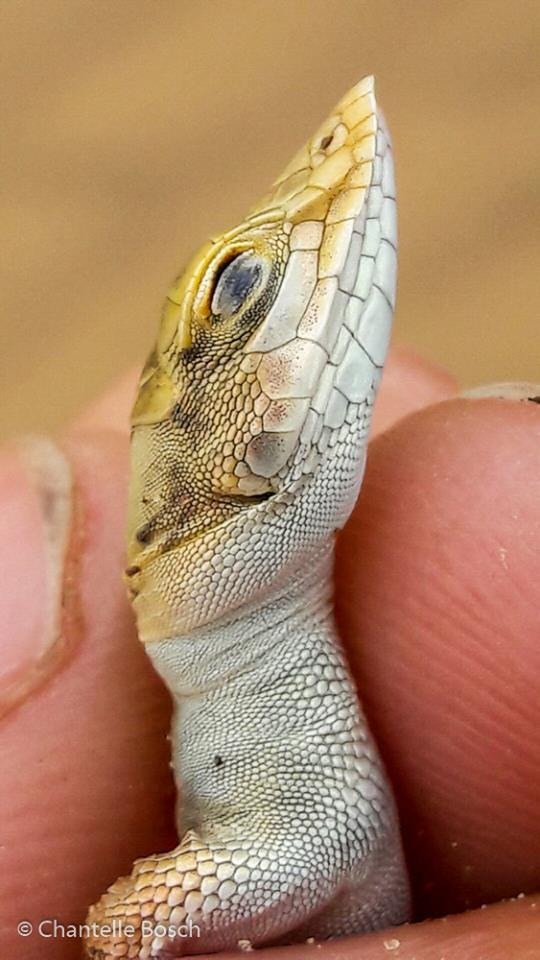
Meroles anchietae